# Jan Theodoor Gerard Overbeek
Jan Theodoor Gerard Overbeek (Groningen, 5 januari 1911 - 19 februari 2007) was een Nederlandse hoogleraar in de fysische chemie aan de Universiteit Utrecht.

## Opleiding
Het gezin van Overbeek verhuisde in 1913 naar Rotterdam en in 1925 naar Breda. Overbeek ging scheikunde studeren (van 1928-1933) aan de Universiteit van Utrecht. Hij ging een jaar in militaire dienst en werkte daarna twee jaar in België; eerst een jaar bij Jacques Errera aan de Université Libre de Bruxelles, daarna een jaar bij Arend Joan Rutgers aan de Rijksuniversiteit Gent, als assistent van Hugo Kruyt, die daar in dat jaar Francqui-hoogleraar was. 
Overbeek zette het in Gent gestarte assistentschap bij Kruyt voort in Utrecht (1936) en promoveerde daar op 19 mei 1941 op het proefschrift Theorie der Electrophorese, het Relaxatie-effect. Alle karakteristieke kenmerken van het latere werk van Overbeek kwamen hierin al naar voren: vorming van een eenvoudig model met in de kern alle beschikbare gegevens, het opzetten van de bijbehorende vergelijkingen en de rigoureuze wiskundige uitwerking daarvan. Overbeeks dissertatie behandelde bijvoorbeeld zo de rol van de vervorming van de elektrische dubbellaag rond een geladen colloïdaal deeltje dat door een uitwendig elektrisch veld in beweging was.

## Verdere loopbaan
Overbeek trad nu in dienst van Philips, waar Evert Verwey, eveneens een leerling van Kruyt, zijn directe baas werd. Naast werk aan luminiscerende schermen werkten zij samen aan de interactie tussen colloïdale deeltjes; de attractie, die was gebaseerd op de sommatie van de London-Van der Waals-interactie tussen de atomen, was al in de jaren 1936-1937 door Hamaker en De Boer eveneens bij Philips uitgewerkt. Echter de repulsie door de elektrische dubbellagen rond colloïdale deeltjes had nog geen goede oplossing opgeleverd. Door gebruik te maken van thermodynamische beschouwingen werden de relevante vrije energieën berekend en verwerkt tot een interactiepotentiaal. Dit werk werd in 1946 gepubliceerd in enkele sleutelartikelen en vervolgens gepubliceerd in het boek Theory of the Stability of Lyophobic Colloids (1948). Het werk had grote invloed en wordt nog steeds gebruikt bij beschouwingen over de stabiliteit van colloïden, maar ook in verschillende andere gebieden waar geladen oppervlakken met elkaar in wisselwerking treden. Het geheel van genoemde theorie staat thans bekend als DLVO (Derjaguin-Landau-Verwey-Overbeek) theorie. 
In 1946 werd Overbeek hoogleraar fysische chemie aan de Rijksuniversiteit van Utrecht. Wat betreft onderzoek pakte hij een grote reeks problemen aan, die ondanks hun verschillende verschijningsvormen, altijd weer dezelfde karakteristieke aanpak vertoonden. Overbeeks werkwijze was een eenvoudig model, geselecteerde experimenten, strikte berekeningen en toetsing van het model aan de realiteit. Van 1971 tot 1976 was Overbeek lid van het College van Bestuur van de Rijksuniversiteit Utrecht.
Gedurende de oorlog was er met de productie van nieuwe kunststoffen een nieuw veld van onderzoek geopend, namelijk het fysisch-chemische gedrag van polymeren en hun oplossingen. Om deze problemen aan te pakken vormde Overbeek een kleine gespreksgroep jonge fysisch-chemici en fysici om zich heen. Deze zogenaamde "theoretische discussieclub" van zo'n tiental leden van universiteiten en industrie bestaat heden (2010) nog. 
Ook na zijn emeritaat in 1981 bleef Overbeek actief. Zijn passie in die tijd was het begrijpen van het fenomeen micro-emulsies, die in tegenstelling tot de gebruikelijke macro-emulsies wel thermodynamisch stabiel waren. In dit onderwerp kwam al zijn kennis en ervaring op het gebied van  geladen grensvlakken en de thermodynamica van meerfasenevenwichten op schitterende wijze bijeen. Voor zijn baanbrekende werk ontving Overbeek verschillende prestigieuze onderscheidingen. Hij kreeg eredoctoraten van Clarkson University en van Bristol University. In 1971 werd hij benoemd tot ridder in de Orde van de Nederlandse Leeuw. In 1989 ontving hij de Wolfgang Ostwald Preis van de Kolloid Gesellschaft. Hij was buitengewoon lid van de Koninklijke Vlaamse Akademie van België voor Wetenschappen en Kunsten en kreeg erelidmaatschappen van de Koninklijke Nederlandse Chemische Vereniging. de Royal Society of Chemistry, de American Association for the Advancement of Science en de Kolloid Gesellschaft. Daarnaast was hij lid van de Koninklijke Nederlandse Akademie van Wetenschappen.